# Maurice Fingercwajg
Maurice Fingercwajg ou Mojsze (Maurice) Fingercweig (Varsovie, 25 décembre 1923 - 21 février 1944, fusillé au fort du Mont-Valérien) est un soldat volontaire des FTP-MOI au sein du Groupe Manouchian-Boczov-Rayman des FTP-MOI de la région parisienne, dont une dizaine avaient leur portrait sur l'Affiche rouge.

## Biographie
Maurice Fingercwajg naît le 25 décembre 1923 à Varsovie, en Pologne. Il n'a pas trois ans quand ses parents se fixent à Paris.
Son père, ouvrier tailleur, travaille durement afin de nourrir sa famille. Le petit Maurice va à l'école et pourrait être un enfant heureux si, à l'âge de dix ans, il n'avait perdu sa mère.
Tout jeune, il est ouvrier tapissier.
Jacques, son frère aîné, qui est membre des Jeunesses communistes, exerce sur lui une grande influence. Aussi, en 1940, adhère-t-il à son tour aux J.C. où il est très actif.
Lorsque le 2e détachement (juif) des FTP immigrés s'organise au printemps 1942, Maurice y est un des premiers combattants. Son courage et son dévouement lui valent d'être muté dans les équipes de dérailleurs d'élite, sous le commandement de Manouchian, où il exécute de nombreuses actions hardies.
Lors des grandes rafles et persécutions antijuives, son père, ses deux frères, Jacques et Léon, sont déportés. Il reste seul au monde avec pour seule famille les combattants antifascistes.
En novembre 1943, il est arrêté par la 2e brigade spéciale avec son chef, Manouchian, et traduit avec ses autres frères de combat au procès des 23. Condamné à mort, il est fusillé au Mont-Valérien le 21 février 1944,,.
La mention Mort pour la France est attribuée à Maurice Fingercwajg par le ministère des Anciens Combattants en date du 10 juin 1971.
Le 21 février 2024, il est cité « Mort pour la France », ainsi que ses 23 autres camarades, avec l'entrée de Missak et de Mélinée Manouchian lors de la cérémonie de panthéonisation en présence d'Emmanuel Macron, président de la République française. Une plaque portant son nom et ceux des 23 résistants du groupe Manouchian est apposée au Panthéon. Son portrait figure avec les autres camarades du groupe des FTP-MOI de l'Ile-de-France.

## Affiche rouge
Son nom figure sur l'« affiche rouge » éditée par les Allemands : « Fingercwejg, Juif polonais, 3 attentats, 5 déraillements ».

## Liste des membres du groupe Manouchian exécutés

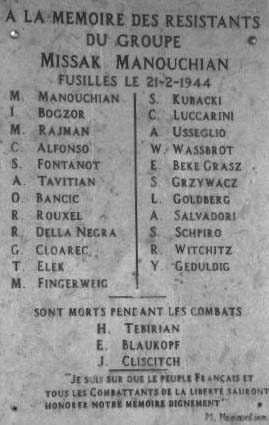
Mémorial de l'Affiche rouge à Valence.

La liste suivante des 23 membres du groupe Manouchian exécutés par les Allemands signale par la mention (AR) les dix membres que les Allemands ont fait figurer sur l'Affiche rouge :
- Celestino Alfonso (AR), Espagnol, 27 ans
- Olga Bancic, Roumaine, 32 ans (seule femme du groupe, guillotinée en Allemagne le 10 mai 1944)
- Joseph Boczov [József Boczor; Wolff Ferenc] (AR), Hongrois, 38 ans - Ingénieur chimiste
- Georges Cloarec, Français, 20 ans
- Rino Della Negra, Italien, 19 ans
- Thomas Elek [Elek Tamás] (AR), Hongrois, 18 ans - Étudiant
- Maurice Fingercwajg (AR), Polonais, 19 ans
- Spartaco Fontanot (AR), Italien, 22 ans
- Jonas Geduldig, Polonais, 26 ans
- Emeric Glasz [Békés (Glass) Imre], Hongrois, 42 ans - Ouvrier métallurgiste
- Léon Goldberg, Polonais, 19 ans
- Szlama Grzywacz (AR), Polonais, 34 ans
- Stanislas Kubacki, Polonais, 36 ans
- Cesare Luccarini, Italien, 22 ans
- Missak Manouchian (AR), Arménien, 37 ans
- Armenak Arpen Manoukian, Arménien, 44 ans
- Marcel Rajman (AR), Polonais, 21 ans
- Roger Rouxel, Français, 18 ans
- Antoine Salvadori, Italien, 24 ans
- Willy Schapiro, Polonais, 29 ans
- Amedeo Usseglio, Italien, 32 ans
- Wolf Wajsbrot (AR), Polonais, 18 ans
- Robert Witchitz (AR), Français, 19 ans